# Windows 3.1
Ne doit pas être confondu avec Windows NT 3.1.
Windows 3.1 (nom de code Janus) est la dernière version majeure 16 bits de Microsoft Windows. Elle a été lancée le 6 avril 1992. Techniquement, Windows 3.1 se caractérise par l'abandon du mode réel dans l'exécution de Windows. Il faut donc un ordinateur doté au minimum d'un microprocesseur 80286 pour utiliser Windows 3.1.

## Fonctionnalités
Ce système incluait le support des polices TrueType ainsi que plusieurs polices utiles pré-installées, faisant pour la première fois de Windows une plate-forme acceptable pour le traitement de texte. Une fonction similaire était disponible sous Windows 3.0, toutefois par l'installation d'un outil de tierce partie, Adobe Type Manager (ATM).
Windows 3.1 a été conçu avec le souci de préserver la compatibilité avec les versions antérieures. Windows 3.1 et 3.11 ne supportaient pas beaucoup de formats de fichiers : par exemple, pour les images, pas de GIF ni de JPEG ; seuls le bitmap 8 bits (éventuellement RLE) ou 24 bits étaient reconnus sans devoir installer des ajouts. De plus, à l'aide de pilotes graphiques adaptés, il était possible d'atteindre les résolutions telles que le XGA (1 024×768 pixels) avec une profondeur de couleurs de 24 bits pour un meilleur confort d'utilisation.
Une version spécifique de Windows 3.1 a été conçue pour les marchés d'Europe de l'Est et du Centre afin d'être compatible avec l'alphabet cyrillique, cette version comprenant des polices avec des marques diacritiques caractéristiques des langues est-européennes.

### Applications

#### Gestionnaire de fichiers/programmes
Comme dans Windows 3.0, on retrouve le gestionnaire de fichiers et le gestionnaire de programmes (respectivement File Manager et Program Manager en anglais). Windows 3.1 a été le dernier Windows à ne pas inclure le menu contextuel par clic-droit tel qu'on le connaît aujourd'hui. Le démineur a remplacé le Reversi à partir de cette version. On y retrouve également Winfax, Paint, Notepad (le bloc-notes), la calculatrice Windows ainsi que Media Player.

#### Internet Explorer
En 1996, Windows 3.1 devient compatible avec Internet Explorer 2.0 (à l'origine conçu pour Windows 95) et ce jusqu'à la version 5.0 sortie en 1999 après que la compagnie FTP Software (qui est à l'origine du PC/TCP) ait fourni à Microsoft les technologies nécessaires. Un client de messagerie électronique 16 bits est également disponible pour Windows 3.1.

## Mise à jour Windows 3.11
Il existe une mise à jour mineure vers Windows 3.11 distribuée en téléchargement, et sortie le 8 novembre 1993. Pour ceux qui ne disposaient pas de copie de Windows 3.1, un jeu de disquettes incluant directement Windows 3.11 fut également disponible.
Le support de Windows 3.1 et 3.11 s'est arrêté le 31 décembre 2001.

## Win32s
Win32s était une extension de Windows 3.x nécessitant une machine IA-32 contenant la prise en charge d'un jeu très réduit d'instructions Win32 (« s » veut dire « subset »). Win32s a été supporté par les compilateurs de Microsoft jusqu'à 1997, où la nouvelle configuration des compilateurs construisaient des exécutables où l'adresse de chargement n'est pas disponible et où la section .reloc est manquante (voir (en) relocation). Ce n'est en aucun cas un problème sur les systèmes d'exploitation nativement 32 bits, aussi appelés Win32 (Windows 9x/NT/XP et autres) car l'adressage virtuel permet au programme de considérer l’intégralité de la mémoire d’un segment comme disponible.
La distribution standard était fournie avec un jeu nommé Freecell, dont la version 32 bits (fournie par ailleurs également avec Windows 9x/NT) permettait le test du bon fonctionnement des appels système Win32. La mise en œuvre de Win32 a été beaucoup plus complète sous Windows 95 qui était presque totalement compatible avec Windows NT 3.x.